# جيم كريستيانا
جيم كريستيانا (بالإنجليزية: Jim Christiana)‏ هو سياسي أمريكي، ولد في 1983 في بيتسبرغ في الولايات المتحدة. حزبياً، نشط في الحزب الجمهوري. وقد انتخب عضو مجلس نواب بنسيلفانيا.

## وصلات خارجية
- الموقع الرسمي